# یالمان
یالمن (به لاتین: Yalman) یک منطقه مسکونی در جمهوری آذربایجان است که در شهرستان گوی‌چای واقع شده است. یالمان ۹۵۳ نفر جمعیت دارد.